# Serradilla del Llano
Serradilla del Llano és un municipi de la província de Salamanca a la comunitat autònoma de Castella i Lleó. Limita al Nord amb Serradilla del Arroyo, a l'Est amb Monsagro i Ladrillar (Càceres), al Sud amb Casares de las Hurdes (Càceres) i a l'Oest amb Agallas, Zamarra i La Atalaya.

## Demografia
| 1991 | 1996 | 2001 | 2004 |
| ---- | ---- | ---- | ---- |
| 371  | 298  | 241  | 222  |